# Antoinette Kankindi Kagoyire
Antoinette Kankindi Kagoyire (Kivu Nord, Congo, 1950) és una filòsofa africana experta en el pensament de Charles Péguy i professora universitària d'Ètica i Filosofia Política a la Universitat de Strathmore de Nairobi, Kenya. S'ha format a la Universitat de Kinshasa i Universitat de Navarra. Després de la seva participació en un seminari internacional sobre lideratge de la dona celebrat el 2013 a Lilongwe (Malawi), el Fons d'Acció Urgent-Àfrica (UAF-A) va decidir finançar-li un programa de lideratge femení pels anys 2016-2017 on han participat dones empresàries, polítiques, periodistes i científiques africanes. El 2017 va rebre el Premi Harambee Africa International a la Promoció i Igualtat de la Dona Africana.